# كينيل (كولومبيا البريطانية)
كينيل (بالإنجليزية: Quesnel)‏ هي مدينة كندية تقع في مقاطعة كولومبيا البريطانية. تبلغ مساحة هذه المدينة 35.3445 (كم²)، ويبلغ عدد سكانها 9326 نسمة حسب إحصاء سنة 2006 م، بينما كان يسكنها 10044 نسمة في سنة 2001 م. تحتل هذه المدينة المرتبة رقم 410 بين مدن كندا حسب عدد السكان والمرتبة رقم 58 في المقاطعة. نما عدد السكان في هذه المدينة بنسبة (-7.1) بين العامين المذكورين.

## أعلام
- أليكس فرازير
- ميتش لوف
- تيسون مارش
- كونستانس ليندسي سكينر
- أرجون جيل
- أرون غانيون

## وصلات خارجية
- الأطلس الحكومي لكندا
- إحصاءات كندا مع ساعة تعداد السكان